# Liga Toldense de Fútbol
La Liga Toldense de Fútbol es una liga regional de fútbol en Argentina. Tiene su sede en calle Urquiza 542 de la ciudad de Los Toldos, cabecera del Partido de General Viamonte de la Provincia de Buenos Aires.  Su jurisdicción comprende al Partido de General Viamonte y la localidad de Morse, Partido de Junín.
Fue fundada el 3 de febrero de 1962 y sus clubes fundadores fueron: Viamonte Fútbol Club, Club Atlético River Plate (Los Toldos), Club Juventud Alsina, Club Atlético Argentino, Club Atlético La Delfina, Club Sportivo Zavalía, Club Social y Deportivo San Emilio y Club Social, Cultural y Deportivo Baigorrita.
A lo largo de su historia, el campeonato de la Liga Toldense de Fútbol ha tenido diferentes formatos y estructuras. Para la temporada 2018 se continuó con el formato inaugurado en el Anual 2017. Una primera etapa que define al ganador del Torneo Inicial a 14 fechas todos contra todos, además los cuatro primeros clasifican a la liguilla final. La liguilla se juega en semifinales y final a doble K.O. sin ventajas deportivas. Si un club gana ambas competencias se consagra Campeón de la Liga. En caso de que sean dos clubes diferentes se disputa una final con ventaja deportiva para el ganador del Torneo Inicial ya que se define exclusivamente por puntos (a igualdad de puntos es campeón el ganador de la primera etapa), con lo cual esta final puede tratarse de uno o dos partidos (si en la ida el ganador del Inicial obtiene los 3 puntos se consagra Campeón).  
A partir del 2019 participarán un total de 9 equipos con la incorporación de Atlético Juan El Bueno. Funciona sin un sistema de ascensos y descensos con una categoría inmediatamente inferior. 
Solo se vio interrumpida la continuidad del certamen Oficial liguista en 2005 y 2006 cuando se realizaron campeonatos únicos en unión deportiva con la Liga Bragadense de Fútbol y la Liga Nuevejuliense de Fútbol respectivamente, retomándose la disputa del concurso local en 2007.
Todos los clubes clasifican al Torneo Interligas que desde 2018 se disputa con la Liga Deportiva de Chacabuco.
La Liga está afiliada a la Asociación del Fútbol Argentino a través de su ente rector del fútbol indirectamente afiliado, el Consejo Federal del Fútbol Argentino. Esto permite a los campeones de la Liga competir en el Torneo Regional Federal Amateur, que representa la cuarta categoría del fútbol argentino y abre la vía para el ascenso a categorías que desembocan en la Primera División. Para la edición 2023/24 está clasificado Viamonte F.C. en representación deportiva de la Liga. Los clubes Juventud Alsina, Viamonte, River Plate e Ignacio Coliqueo también participaron de la edición 2023 del Torneo de la Federación de Fútbol Bonaerense Pampeana.

## Historia

### Primeros antecedentes, la Asociación y la Federación del Oeste
El fútbol comenzó a ser practicado en Los Toldos en 1910, desde entonces hasta 1929 los clubes de la ciudad disputaron concursos amistosos o Copas donadas por alguna entidad comercial, pero sin contar con una Casa Organizadora de los mismos.
En 1929, River Plate (Los Toldos), Viamonte Fútbol Club, Juventud Unida (Los Toldos) y Gimnasia y Esgrima de San Emilio son los clubes locales que se afilian a la recientemente creada Asociación de Foot-Ball del Oeste. Justamente la sede de la misma se encontraba en Bragado y tuvo una amplia jurisdicción acordada por la Asociación del Fútbol Argentino sobre los Partido de Bragado, Partido de Nueve de Julio, Partido de Rivadavia, Partido de General Villegas, Partido de Carlos Casares, Partido de General Pinto, Partido de Florentino Ameghino, Partido de Lincoln y Partido de General Viamonte.
Existieron asimismo instituciones efímeras que no llegaron a jugar oficialmente, se pueden mencionar por ejemplo a Ferro Carril Oeste y Racing de Los Toldos.

### La Primera Liga Toldense de Foot Ball
1945 marcó el fin de la Federación Regional, cuya jurisdicción se había reducido a Bragado, Los Toldos y Alberti. El hecho que marcó el final de esta casa madre fue la fundación de la Liga Bragadense.
El fútbol toldense decidió afrontar su primera organización netamente local, dándose creación a la Liga Toldense de Foot Ball, la cual nucleaba a entidades deportivas de la localidad de Los Toldos, y algunas localidades vecinas pertenecientes al mismo partido. Coexistió con el Campeonato de Clubes No Federados que organizaba el Club Juventud Unida y con la Liga de la Tribu (no reconocida oficialmente) que organizaba certámenes en el Cuartel II, cuyos elencos más recordados son La Pradera y Resplandor, quienes a mediados de 1990 se fusionaron para dar origen al actual Club Atlético Ignacio Coliqueo.
Este primer ensayo no tuvo mayor éxito, con campeonatos fallidos debido al bajo interés de los espectadores en el mismo. Si concluyeron efectivamente el torneo 1947 y 1948, ganados ambos por Viamonte Fútbol Club.

### La Zona B de la Liga Amateur de Deportes
En vistas de la experiencia fallida, los clubes se afiliaron masivamente a la Liga Amateur de Deportes (Lincoln) situación que duró 10 años (1951-1961). Se puede considerar un antecedente organizativo pues los clubes que posteriormente fundarían la vigente Liga Toldense de Fútbol disputaban la llamada "Zona B" de la Liga Amateur de Deportes, en tanto los linqueños disputaban la "Zona A" y en algunos años también se disputó una "Zona C" integrada por instituciones de localidades rurales del sur del Partido de Lincoln y del oeste del Partido de Nueve de Julio. Durante esta experiencia solo se disputó un certamen propio, el Torneo Nocturno de 1955 ganado por Viamonte Fútbol Club, experiencia que no se repitió en los posteriores años debido al escaso interés del público.
| Liga Amateur de Deportes 1951-1961 | Liga Amateur de Deportes 1951-1961 | Liga Amateur de Deportes 1951-1961 |
| ---------------------------------- | ---------------------------------- | ---------------------------------- |

| Temporada | Campeón de la Liga        | Campeón Zona B (Los Toldos)            |
| --------- | ------------------------- | -------------------------------------- |
| 1951      | Viamonte Fútbol Club      | Viamonte Fútbol Club                   |
| 1952      | Club Atlético Rivadavia   | Club Atlético La Delfina               |
| 1953      | Club Atlético El Linqueño | Viamonte Fútbol Club                   |
| 1954      | Club Atlético El Linqueño | Club Atlético Bayauca                  |
| 1955      | Club Atlético Rivadavia   | Club Atlético Bayauca                  |
| 1956      | Club Atlético El Linqueño | Club Atlético Bayauca                  |
| 1957      | Club Atlético El Linqueño | Viamonte Fútbol Club                   |
| 1958      | Club Atlético El Linqueño | Club Atlético River Plate (Los Toldos) |
| 1959      | Club Atlético Rivadavia   | Club Deportivo Alsina                  |
| 1960      | Club Atlético Rivadavia   | Club Atlético Bayauca                  |
| 1961      | Viamonte Fútbol Club      | Viamonte Fútbol Club                   |

### Liga Toldense de Fútbol 1962-2016
A mediados del año 1961, un grupo de personas recorrían las canchas donde se jugaban los distintos encuentros en Los Toldos, dependientes y bajo jurisdicción de la Liga Amateur de Deportes (Lincoln), y observando la evolución alcanzada consideraron que General Viamonte había alcanzado el nivel suficiente para constituir una entidad madre que agrupe a los clubes locales. La organización se dejó a cargo de la parroquia local y de personas de distintas instituciones que practicaban el deporte de fútbol. La Liga inicia su actuación oficial con un partido realizado el 22 de abril entre dos combinados integrados por los ocho equipos que componen la flamante Liga Toldense de Fútbol. Desde su creación la Liga ha sido dominada por los tres clubes grandes de la cabecera del municipio, resultando tradicionalmente esquiva a los clubes pequeños y a los clubes de los pueblos. Los tres grandes acumulan 44 de los 53 campeonatos disputados.
Desde 1962, la Liga a organizado tres tipos campeonatos, uno regular: el Campeonato Anual de la Liga, y dos no regulares: el Torneo Preparación que volvió y el Torneo Nocturno que han sido descontinuados.
El número máximo de concursantes fue de 11 en los años 1966, 1969, 1970 y 1972, en tanto que el número menor de concursantes ha sido de 5 en el año 1986. En cuanto a los certámenes Interligas el primero de ellos fue en 1986 con la Liga Bragadense de Fútbol denominado Torneo Amistad, retomándose dichos certámenes en 2005.

## Clubes registrados
| Equipo                               | Ciudad     | Fundación                           | Primera participación | Temporadas totales | Último retorno | Temporadas consecutivas desde último retorno | Torneos ganados | Ubicación en la temporada 2018 |
| ------------------------------------ | ---------- | ----------------------------------- | --------------------- | ------------------ | -------------- | -------------------------------------------- | --------------- | ------------------------------ |
| Viamonte Fútbol Club                 | Los Toldos | 4 de mayo de 1910 (115 años)        | 1962                  | 54                 | 2002           | 15                                           | 17              | 1º                             |
| Club Juventud Alsina                 | Los Toldos | 16 de febrero de 1946 (79 años)     | 1962                  | 54                 | 2003           | 14                                           | 16              | 2º                             |
| Club Atlético River Plate            | Los Toldos | 17 de septiembre de 1917 (107 años) | 1962                  | 55                 | 1962           | 53                                           | 14              | 3º                             |
| Club Atlético La Delfina             | La Delfina | 10 de agosto de 1925 (99 años)      | 1962                  | 55                 | 1962           | 55                                           | 1               | 4º                             |
| Club Atlético Belgrano               | Morse      | 20 de junio de 1952 (73 años)       | 1966                  | 32                 | 2003           | 14                                           | 1               | 5º                             |
| Club Sportivo Zavalía                | Zavalía    | 15 de mayo de 1928 (97 años)        | 1962                  | 26                 | 2014           | 5                                            | 3               | 6º                             |
| Club Atlético Ignacio Coliqueo       | Los Toldos | 24 de mayo de 1984 (41 años)        | 1984                  | 33                 | 1984           | 33                                           | 1               | 7º                             |
| Club Atlético Defensores de Belgrano | Los Toldos | 10 de mayo de 1986 (39 años)        | 1987                  | 30                 | 1987           | 30                                           | 0               | 8º                             |
| Atlético Juan El Bueno               | Los Toldos | 29 de agosto de 2018 (6 años)       | 2019                  | -                  | -              | -                                            | 0               | -                              |

### Clubes que pasaron por la Liga
| Equipo                                       | Ciudad          | Primera participación | Temporadas totales | Última participación | Torneos ganados | Estado                             |
| -------------------------------------------- | --------------- | --------------------- | ------------------ | -------------------- | --------------- | ---------------------------------- |
| Club Social y Deportivo San Emilio           | San Emilio      | 1962                  | 19                 | 1981                 | 1               | Inactivo                           |
| Club Atlético Bayauca                        | Bayauca         | 1966                  | 15                 | 1985                 | 1               | Liga Amateur de Deportes (Lincoln) |
| Club Atlético Resplandor                     | Los Toldos      | 1969                  | 14                 | 1983                 | 1               | Desaparecido                       |
| Club Social, Cultural y Deportivo Baigorrita | Baigorrita      | 1962                  | 9                  | 2007                 | 1               | Liga Deportiva del Oeste           |
| Club Deportivo Villa Tranquila               | Eduardo O'Brien | 1963                  | 8                  | 1973                 | 0               | Liga Bragadense de Fútbol          |
| Club Atlético Boca Juniors                   | Los Toldos      | 1963                  | 7                  | 1973                 | 0               | Desaparecido                       |
| Club Atlético La Pradera                     | Los Toldos      | 1969                  | 7                  | 1982                 | 0               | Desaparecido                       |
| Isaura Fútbol Club                           | Los Toldos      | 1974                  | 7                  | 1981                 | 0               | Desaparecido                       |
| Club Atlético Juventud Unida                 | Eduardo O'Brien | 1966                  | 2                  | 1983                 | 0               | Inactivo                           |
| Club Atlético Argentino                      | Los Toldos      | 1962                  | 1                  | 1962                 | 0               | Desaparecido                       |
| Club Atlético y Social El Triunfo            | El Triunfo      | 1983                  | 1                  | 1983                 | 0               | Liga Amateur de Deportes (Lincoln) |
| Club Juventud Unida                          | Lincoln         | 1983                  | 1                  | 1983                 | 0               | Liga Amateur de Deportes (Lincoln) |

## Campeones

### Torneos Anuales
| Torneos Oficiales Liga Toldense de Fútbol 1962-Presente | Torneos Oficiales Liga Toldense de Fútbol 1962-Presente | Torneos Oficiales Liga Toldense de Fútbol 1962-Presente |
| ------------------------------------------------------- | ------------------------------------------------------- | ------------------------------------------------------- |

| Temporada | Campeón de la Liga                     |  | Temporada  | Campeón de la Liga                            |
| --------- | -------------------------------------- |  | ---------- | --------------------------------------------- |
| 1962      | Club Juventud Alsina                   |  | 1995       | Club Atlético Ignacio Coliqueo                |
| 1963      | Club Atlético River Plate (Los Toldos) |  | 1996       | Club Atlético River Plate (Los Toldos)        |
| 1964      | Club Sportivo Zavalía                  |  | 1997       | Club Juventud Alsina                          |
| 1965      | Club Sportivo Zavalía                  |  | 1998       | Club Juventud Alsina                          |
| 1966      | Club Atlético River Plate (Los Toldos) |  | 1999       | Club Juventud Alsina                          |
| 1967      | Club Juventud Alsina                   |  | 2000       | Viamonte Fútbol Club                          |
| 1968      | Viamonte Fútbol Club                   |  | 2001       | Club Juventud Alsina                          |
| 1969      | Viamonte Fútbol Club                   |  | 2002       | Club Social, Cultural y Deportivo Baigorrita  |
| 1970      | Club Atlético River Plate (Los Toldos) |  | 2003       | Club Juventud Alsina                          |
| 1971      | Club Atlético River Plate (Los Toldos) |  | 2004       | Club Juventud Alsina                          |
| 1972      | Club Juventud Alsina                   |  | 2005       | Torneo Unificación con Liga Bragadense        |
| 1973      | Club Atlético Bayauca                  |  | 2006       | Torneo Unión Deportiva con Liga Nuevejuliense |
| 1974      | Club Atlético River Plate (Los Toldos) |  | 2007       | Viamonte Fútbol Club                          |
| 1975      | Club Atlético River Plate (Los Toldos) |  | 2008       | Club Atlético River Plate (Los Toldos)        |
| 1976      | Viamonte Fútbol Club                   |  | 2009       | Viamonte Fútbol Club                          |
| 1977      | Club Atlético River Plate (Los Toldos) |  | 2010       | Viamonte Fútbol Club                          |
| 1978      | Club Social y Deportivo San Emilio     |  | 2011       | Club Atlético River Plate (Los Toldos)        |
| 1979      | Club Atlético River Plate (Los Toldos) |  | 2012       | Viamonte Fútbol Club                          |
| 1980      | Viamonte Fútbol Club                   |  | 2013       | Viamonte Fútbol Club                          |
| 1981      | Club Atlético Resplandor               |  | 2014       | Club Juventud Alsina                          |
| 1982      | Club Atlético River Plate              |  | 2015       | Club Juventud Alsina                          |
| 1983      | Viamonte Fútbol Club                   |  | 2016       | Club Juventud Alsina                          |
| 1984      | Club Atlético La Delfina               |  | 2017       | Club Juventud Alsina                          |
| 1985      | Viamonte Fútbol Club                   |  | Extra 2017 | Viamonte Fútbol Club                          |
| 1986      | Viamonte Fútbol Club                   |  | 2018       | Viamonte Fútbol Club                          |
| 1987      | Viamonte Fútbol Club                   |  | 2019       | Viamonte Fútbol Club                          |
| 1988      | Viamonte Fútbol Club                   |  | 2020       | No disputada                                  |
| 1989      | Club Juventud Alsina                   |  | 2021       | Viamonte Fútbol Club                          |
| 1990      | Club Atlético Belgrano (Morse)         |  | 2022       | Viamonte Fútbol Club                          |
| 1991      | Club Atlético River Plate (Los Toldos) |  | 2023       | Club Juventud Alsina                          |
| 1992      | Club Atlético River Plate (Los Toldos) |  | 2023       | Viamonte Fútbol Club                          |
| 1993      | Club Juventud Alsina                   |  | 2024       | Club Juventud Alsina                          |
| 1994      | Club Juventud Alsina                   |  | 2025 Ap.   | Viamonte Fútbol Club                          |

#### Resumen
| Títulos | Equipo                                       | Temporadas |
| ------- | -------------------------------------------- | --- |
| 22      | Viamonte Fútbol Club                         | 1968, 1969, 1976, 1980, 1983, 1985, 1986, 1987, 1988, 2000, 2007, 2009, 2010, 2012, 2013, 2017, 2018, 2019, 2021, 2022, 2023, 2025 |
| 18      | Club Juventud Alsina                         | 1962, 1967, 1972, 1989, 1993, 1994, 1997, 1998, 1999, 2001, 2003, 2004, 2014, 2015, 2016, 2017, 2023, 2024                         |
| 14      | Club Atlético River Plate (Los Toldos)       | 1963, 1966, 1970, 1971, 1974, 1975, 1977, 1979, 1982, 1991, 1992, 1996, 2008, 2011                                                 |
| 2       | Club Sportivo Zavalía                        | 1964, 1965 |
| 1       | Club Social, Cultural y Deportivo Baigorrita | 2002 |
| 1       | Club Atlético Ignacio Coliqueo               | 1995 |
| 1       | Club Atlético Belgrano (Morse)               | 1990 |
| 1       | Club Atlético La Delfina                     | 1984 |
| 1       | Club Atlético Resplandor                     | 1982 |
| 1       | Club Social y Deportivo San Emilio           | 1978 |
| 1       | Club Atlético Bayauca                        | 1972 |

### Torneos No Regulares
| Campeones de Torneos No Regulares Organizados por la Liga | Campeones de Torneos No Regulares Organizados por la Liga | Campeones de Torneos No Regulares Organizados por la Liga |
| --------------------------------------------------------- | --------------------------------------------------------- | --------------------------------------------------------- |

| Año  | Denominación        | Campeón                              |
| ---- | ------------------- | ------------------------------------ |
| 1971 | Nocturno de la Liga | Viamonte Fútbol Club                 |
| 1979 | Torneo Preparación  | Club Social y Deportivo San Emilio   |
| 1980 | Torneo Preparación  | Club Juventud Alsina                 |
| 1984 | Torneo Preparación  | Club Atlético Resplandor             |
| 1985 | Torneo Preparación  | Viamonte Fútbol Club                 |
| 1987 | Torneo Preparación  | Club Atlético La Delfina             |
| 1988 | Torneo Preparación  | Viamonte Fútbol Club                 |
| 1989 | Torneo Preparación  | Viamonte Fútbol Club                 |
| 1990 | Torneo Preparación  | Viamonte Fútbol Club                 |
| 1991 | Torneo Preparación  | Club Atlético Defensores de Belgrano |
| 1992 | Torneo Preparación  | Viamonte Fútbol Club                 |
| 1994 | Torneo Preparación  | Club Atlético Ignacio Coliqueo       |
| 1995 | Torneo Preparación  | Club Atlético Belgrano (Morse)       |
| 1996 | Torneo Preparación  | Club Atlético Ignacio Coliqueo       |
| 1997 | Torneo Preparación  | Viamonte Fútbol Club                 |
| 1998 | Torneo Preparación  | Club Juventud Alsina                 |
| 2007 | Torneo Preparación  | Club Atlético Defensores de Belgrano |
| 2008 | Torneo Preparación  | Club Atlético Ignacio Coliqueo       |
| 2009 | Torneo Preparación  | Club Atlético River Plate            |
| 2010 | Torneo Preparación  | Club Juventud Alsina                 |
| 2011 | Torneo Preparación  | Club Atlético La Delfina             |
| 2014 | Torneo Preparación  | Club Juventud Alsina                 |
| 2020 | Torneo Nocturno     | Club Juventud Alsina                 |

### Torneos de Interligas
| Campeones de Torneos Interligas co-organizados por la Liga Toldense | Campeones de Torneos Interligas co-organizados por la Liga Toldense | Campeones de Torneos Interligas co-organizados por la Liga Toldense |
| ------------------------------------------------------------------- | ------------------------------------------------------------------- | ------------------------------------------------------------------- |

| Año  | Denominación           | Campeón                                        | Subcampeón                             | Ligas Co-Organizadoras                               |
| ---- | ---------------------- | ---------------------------------------------- | -------------------------------------- | ---------------------------------------------------- |
| 1986 | Torneo Amistad         | Club Atlético Juventud Unida (Eduardo O'Brien) | Viamonte Fútbol Club                   | Liga Bragadense                                      |
| 2005 | Torneo Unificación     | Viamonte Fútbol Club                           | Club S. C. y Deportivo Baigorrita      | Liga Bragadense                                      |
| 2006 | Torneo Unión Deportiva | Club Atlético Once Tigres                      | Club Atlético 9 de Julio               | Liga Nuevejuliense                                   |
| 2007 | Torneo Unión Deportiva | Libertad Fútbol Club (9 de Julio)              | Club Atlético River Plate (Los Toldos) | Liga Nuevejuliense y Liga Casarense                  |
| 2008 | Torneo Unión Deportiva | Club y Biblioteca Agustín Álvarez              | Viamonte Fútbol Club                   | Liga Nuevejuliense y Liga Casarense                  |
| 2009 | Torneo Unión Deportiva | Club Atlético Boca de Carlos Casares           | Viamonte Fútbol Club                   | Liga Nuevejuliense y Liga Casarense                  |
| 2010 | Torneo Unión Deportiva | Viamonte Fútbol Club                           | Club Deportivo San Agustín             | Liga Nuevejuliense y Liga Casarense                  |
| 2011 | Torneo Unión Deportiva | Club Atlético French                           | Club Atlético La Niña                  | Liga Nuevejuliense y Liga Casarense                  |
| 2012 | Torneo Unión Deportiva | Viamonte Fútbol Club                           | Club Juventud Alsina                   | Liga Nuevejuliense y Liga Casarense                  |
| 2013 | Torneo Unión Deportiva | Club Atlético San Martín (9 de Julio)          | Club Atlético La Niña                  | Liga Nuevejuliense y Liga Casarense                  |
| 2014 | Torneo Unión Deportiva | Viamonte Fútbol Club                           | Club Atlético San Martín (9 de Julio)  | Liga Nuevejuliense, Liga Casarense y Liga Bragadense |
| 2015 | Torneo Interligas      | Club Agropecuario Argentino                    | Viamonte Fútbol Club                   | Liga Casarense                                       |
| 2016 | Torneo Interligas      | Club Atlético Boca Carlos Casares              | Viamonte Fútbol Club                   | Liga Casarense                                       |
| 2018 | Alianza Deportiva      | Club Juventud Alsina                           | Club Peña La 12 (Chacabuco)            | Liga Chacabuquense                                   |
| 2019 | Torneo Interligas      | Club Peña La 12 (Chacabuco)                    | Viamonte Fútbol Club                   | Liga Chacabuquense                                   |
| 2024 | Torneo Interligas      | Club Atlético Pintense                         | Viamonte Fútbol Club                   | Junín, Chacabuco, Rojas, Lincoln                     |

#### Resumen
| Títulos | Equipo                                         | Temporadas             |
| ------- | ---------------------------------------------- | ---------------------- |
| 4       | Viamonte Fútbol Club                           | 2005, 2010, 2012, 2014 |
| 2       | Club Atlético Boca Carlos Casares              | 2009, 2016             |
| 1       | Club Atlético Pintense                         | 2024                   |
| 1       | Club Peña La 12                                | 2019                   |
| 1       | Club Juventud Alsina                           | 2018                   |
| 1       | Club Agropecuario Argentino                    | 2015                   |
| 1       | Club Atlético San Martín (9 de Julio)          | 2013                   |
| 1       | Club Atlético French                           | 2011                   |
| 1       | Club y Biblioteca Agustín Álvarez              | 2008                   |
| 1       | Libertad Fútbol Club (9 de Julio)              | 2007                   |
| 1       | Club Atlético Once Tigres                      | 2006                   |
| 1       | Club Atlético Juventud Unida (Eduardo O'Brien) | 1986                   |

## Participación de los clubes de la Liga en Torneos Regionales
| Participaciones | Equipo                                       | Temporadas                                                                                     |
| --------------- | -------------------------------------------- | ---------------------------------------------------------------------------------------------- |
| 16 (todas)      | Viamonte Fútbol Club                         | 1986, 2005, 2006, 2007, 2008, 2009, 2010, 2011, 2012, 2013, 2014, 2015, 2016, 2018, 2019, 2024 |
| 15/16           | Club Juventud Alsina                         | 1986, 2005, 2006, 2007, 2008, 2009, 2010, 2011, 2012, 2013, 2014, 2015, 2016, 2018, 2019       |
| 11/16           | Club Atlético River Plate (Los Toldos)       | 2005, 2006, 2007, 2008, 2011, 2012, 2013, 2015, 2016, 2018                                     |
| 11/16           | Club Atlético Ignacio Coliqueo               | 1986, 2005, 2006, 2007, 2008, 2009, 2013, 2015, 2016, 2018                                     |
| 8/16            | Club Atlético Belgrano (Morse)               | 2005, 2006, 2010, 2011, 2012, 2014, 2016, 2018                                                 |
| 8/16            | Club Atlético La Delfina                     | 1986, 2005, 2006, 2009, 2010, 2015, 2016, 2018                                                 |
| 5/16            | Club Atlético Defensores de Belgrano         | 2005, 2006, 2015, 2016, 2018                                                                   |
| 4/16            | Club Sportivo Zavalía                        | 2014, 2015, 2016, 2018                                                                         |
| 2/16            | Club Social, Cultural y Deportivo Baigorrita | 2005, 2006                                                                                     |

## Participación de los clubes de la Liga en el Torneos del Consejo Federal
Viamonte Fútbol Club fue el primer equipo de la Liga en participar de un Torneo organizado por el Consejo Federal del Fútbol Argentino al ingresar al Torneo del Interior 2007, del cual se despidió en primera fase habiendo integrado la zona 49 con Sportivo Bragado, Jorge Newbery de Junín y Argentino de Lincoln. 
Volvió a participar en el Torneo del Interior 2008, en esta ocasión llegando hasta la segunda fase donde cayó por penales ante Social de Ascensión. 
En 2009 y 2010 ningún club de la Liga tomó parte de la categoría, retornando Viamonte FC en el Torneo del Interior 2011 donde nuevamente llegó hasta la segunda fase donde fue eliminado por Defensores de Salto. 
El Torneo del Interior 2012 marcó un hito en la historia de la Liga ya que los tres clubes más ganadores ingresaron al mismo donde compartieron la zona 20, siendo la única vez en la historia que los clásicos mayores del fútbol toldense se disputaron en el marco de un torneo de ascenso. Viamonte y River avanzaron hasta la segunda fase donde fueron eliminados por Atlético 9 de Julio y French respectivamente, en tanto Alsina se quedó en primera fase ya que solo los goles como visitante evitaron que se ubicase entre los mejores terceros para poder avanzar. 
En el Torneo del Interior 2013 llegó el debut histórico del Club Coliqueo en el certamen, siendo el primer club fuera de los grandes tradicionales en participar del certamen de ascenso, siendo eliminado en la primera fase. 
Luego hubo que esperar cuatro años para el retorno de los clubes toldenses. Viamonte FC participó en el renombrado Torneo Federal C 2017 accediendo hasta semifinales de la Región Pampeana Norte donde los penales favorecieron a Colonial Ferré
Tras la muy meritoria campaña, fue ascendido por mérito deportivo por reestructuración del Torneo Federal B. La plaza fue aceptada por la entidad Decana que integró la Zona A de la Región Pampeana Norte del último Torneo Federal B 2017, su sexta colocación en la Zona le reservó una plaza para el primer Torneo Regional Federal Amateur 2019, del cual quedó eliminado en primera fase.
Tres años después, Viamonte FC participó en el Torneo Regional Federal Amateur 2022-23, en el que llegó hasta la segunda fase siendo eliminado por Rivadavia de Lincoln.
| Participaciones Federal B/TRFA | Equipo               | Temporadas                   |
| ------------------------------ | -------------------- | ---------------------------- |
| 5                              | Viamonte Fútbol Club | 2017, 2019, 2022, 2023, 2024 |
| 1                              | Club Juventud Alsina | 2024                         |

| Participaciones TDI/TFC | Equipo                                 | Temporadas                   |
| ----------------------- | -------------------------------------- | ---------------------------- |
| 5                       | Viamonte Fútbol Club                   | 2007, 2008, 2011, 2012, 2017 |
| 1                       | Club Juventud Alsina                   | 2012                         |
| 1                       | Club Atlético River Plate (Los Toldos) | 2012                         |
| 1                       | Club Atlético Ignacio Coliqueo         | 2013                         |

## Los clásicos
Los clásicos que se juegan o que alguna vez se han jugado en la Liga Toldense de Fútbol son los siguientes:
- Clásico moderno: Viamonte Fútbol Club y Club Juventud Alsina.

- Clásico más antiguo: Viamonte Fútbol Club y Club Atlético River Plate (Los Toldos).

- Club Juventud Alsina y Club Atlético River Plate (Los Toldos).

- Clásico de Barrio Belgrano: Viamonte Fútbol Club y Defensores de Belgrano.

- Club Atlético River Plate (Los Toldos) e Ignacio Coliqueo.

- Clásico del Oeste: Bayauca y La Delfina.

- Clásico del Norte: Belgrano (Morse) y Baigorrita.

- Clásico de Eduardo O'Brien: Villa Tranquila y Juventud Unida.